# Bene Aukara Tuki Pate
Bene Aukara Tuki Pate (Paaseiland, 1946 – november, 2022) was een beeldhouwer die bekendheid verwierf met zijn traditionele houtsnijwerk en de creatie van het moai-beeld De Dromer van Rapa Nui op Texel.

## Carrière
Zijn artistieke carrière begon in 1978 toen hij zijn werk begon tentoon te stellen, aanvankelijk op Paaseiland en later in Chili en internationaal. Zijn kunstwerken zouden deel gaan uitmaken van collecties van galerieën, musea en privéverzamelaars en zijn ook gedocumenteerd in boeken en documentaires over Polynesische en Rapa Nui-kunst.

### Texel

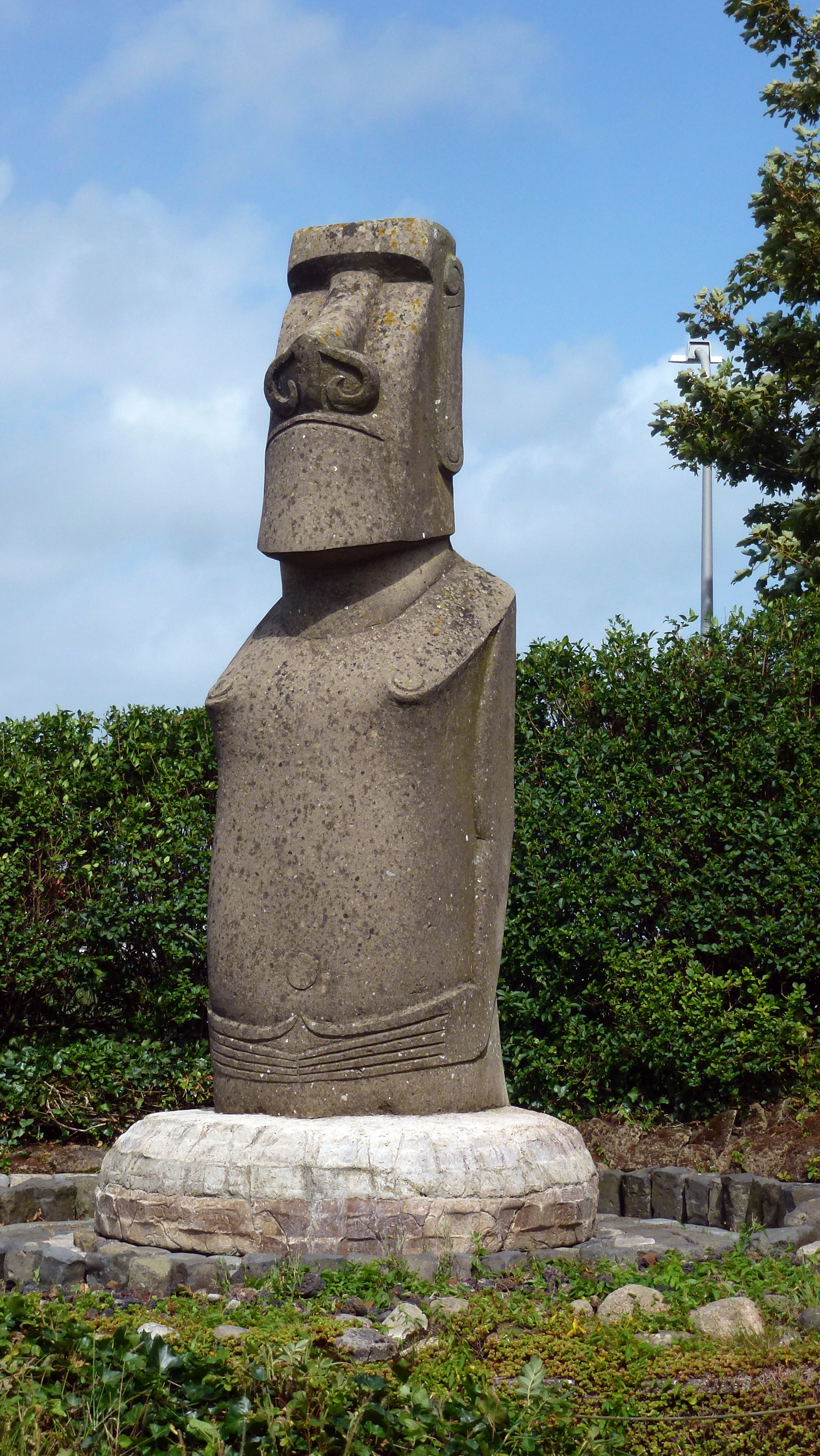
De Dromer van Rapa Nui

Een belangrijke mijlpaal in zijn carrière was het maken van een moai-beeld op Texel. De oorsprong van de verbinding tussen Texel en Paaseiland ligt in 1972 toen Paaseiland voorstelde een zusterband met Texel aan te gaan. Hoewel Texel destijds niet op het voorstel inging, hernieuwde de Texelse kunstenaar Niek Welboren in 1990 de interesse door naar Paaseiland te reizen en de zusterband opnieuw te bespreken. Dit leidde ertoe dat Pate, die door de inwoners van Paaseiland werd uitgeroepen tot de beste beeldhouwer van het eiland, in de zomer van 1993 naar Texel reisde. Daar hieuw hij in twee maanden tijd het beeld De Dromer van Rapa Nui uit een blok tufsteen van 6000 kilo, afkomstig uit de Duitse Eifel. Dit was zijn eerste grote werk in steen, wat een uitdaging vormde omdat hij tot dan toe voornamelijk met hout werkte. Pate beschouwde het maken van het beeld als een eer en zag af van een honorarium; de reis- en verblijfskosten werden gedekt door lokale ondernemers, TESO en de gemeente Texel. Later maakte hij ook stenen beelden in andere landen, zoals Chili, Italië en Japan.
In 2014 keerde Tuki Pate terug naar Texel tijdens een reis door Europa met zijn kleindochter. Tijdens dit bezoek zochten zij naar sporen van hun voorouders in Europese musea. Deze zoektocht werd vastgelegd in de documentaire Te Kuhane o te Tupuna ("De Geest van de Voorouders").

## Overlijden en nalatenschap
Bene Aukara Tuki Pate overleed in 2022 na een langdurig ziekbed. Zijn kunstwerken zijn tegenwoordig te bezichtigen in het Centro de Arte Y Cultura in Hanga Roa op Paaseiland en in het Museum van Nieuw-Zeeland.